# Diposthidae
Famille
Les Diposthidae sont une famille de vers plats marins du sous-ordre des Cotylea (ordre des Polycladida).

## Systématique
Le nom valide complet (avec auteur) de ce taxon est Diposthidae Woodworth, 1898.

### Liste des genres
Selon la base de données World Register of Marine Species (22 novembre 2023), la famille des Diposthidae regroupe les genres suivants :
- genre Asthenoceros Laidlaw, 1903
- genre Diposthus Woodworth, 1898